# Secche di Macchiatonda
Secche di Macchiatonda este o arie protejată (arie specială de conservare — SAC, sit de importanță comunitară — SCI) din Italia întinsă pe o suprafață de 2.012 ha, integral marine.

## Localizare
Centrul sitului Secche di Macchiatonda este situat la coordonatele 41°59′01″N 11°57′28″E / 41.983611°N 11.957778°E.

## Înființare
Situl Secche di Macchiatonda a fost declarat sit de importanță comunitară în iunie 1995 pentru a proteja un număr necunoscut de specii din flora spontană și fauna sălbatică aflate în arealul zonei. Situl a fost protejat și ca arie specială de conservare în august 2017.

## Biodiversitate
Situată în ecoregiunea mediteraneană, aria protejată conține 2 habitate naturale: Straturi cu Posidonia (Posidonion oceanicae), Recifuri.
La baza desemnării sitului se află un număr nedeclarat de specii protejate.
Pe lângă speciile protejate, pe teritoriul sitului au mai fost identificate 1 specie de plante.